# Emblème végétal
 (avril 2009).
Si vous disposez d'ouvrages ou d'articles de référence ou si vous connaissez des sites web de qualité traitant du thème abordé ici, merci de compléter l'article en donnant les références utiles à sa vérifiabilité et en les liant à la section « Notes et références ».
Un emblème végétal est un végétal choisi par une personne ou une communauté comme son emblème en raison de sa représentativité, soit parce qu'il est caractéristique du territoire considéré (comme l'érable au Canada ou le bouleau jaune au Québec depuis 1993), soit pour ses vertus ou propriétés supposées ou réelles, soit encore pour sa symbolique. Il s'agit généralement d'un arbre ou d'une fleur, parfois d'un fruit.
Dans l'Antiquité romaine, les divinités étaient fréquemment identifiées par un tel emblème, seul ou en combinaison avec d'autres objets symboliques. 

## Afrique
- Madagascar - Arbre du voyageur ou Ravinala (« Ravenale », Ravenala madagascariensis)
- Afrique du Sud – Protea cynaroides
- Égypte – Lotus[Lequel ?]
- Éthiopie - Zantedeschia (Zantedeschia aethiopica)
- Maroc - Arganier
- Maurice - Trochetia boutoniana (boucle d'oreille)
- Namibie - Welwitschia mirabilis
- Nigeria - Costus spectabilis
- Sénégal - Baobab
- Tunisie - Jasmin[Lequel ?]
- Zimbabwe – Gloriosa

## Amériques du Nord et centrale
- Bahamas - Tecoma stans
- Barbade - Caesalpinia pulcherrima
- Bélize - Prosthechea cochleata
- Bermudes - Sisyrinchium (sans statut officiel)
- Canada - Feuille d'érable à sucre[2]. 
  - Alberta - Rose arctique
  - Colombie-Britannique - Cornouiller du Pacifique
  - Île-du-Prince-Édouard - Sabot de la Vierge
  - Manitoba - Anémone Pulsatille
  - Nouveau-Brunswick - Violette cuculée
  - Nouvelle-Écosse - Fleur de mai
  - Nunavut - Saxifrage à feuilles opposées
  - Ontario - Trille blanc
  - Québec - Bouleau jaune et Iris versicolore[3]
  - Saskatchewan - Lys des prairies
  - Terre-Neuve-et-Labrador - Sarracénie pourpre
  - Territoires du Nord-Ouest - Dryade à huit pétales
  - Yukon - Épilobe en épi
- États-Unis - Rose (depuis 1984) 
  - Liste des arbres officiels des états des États-Unis

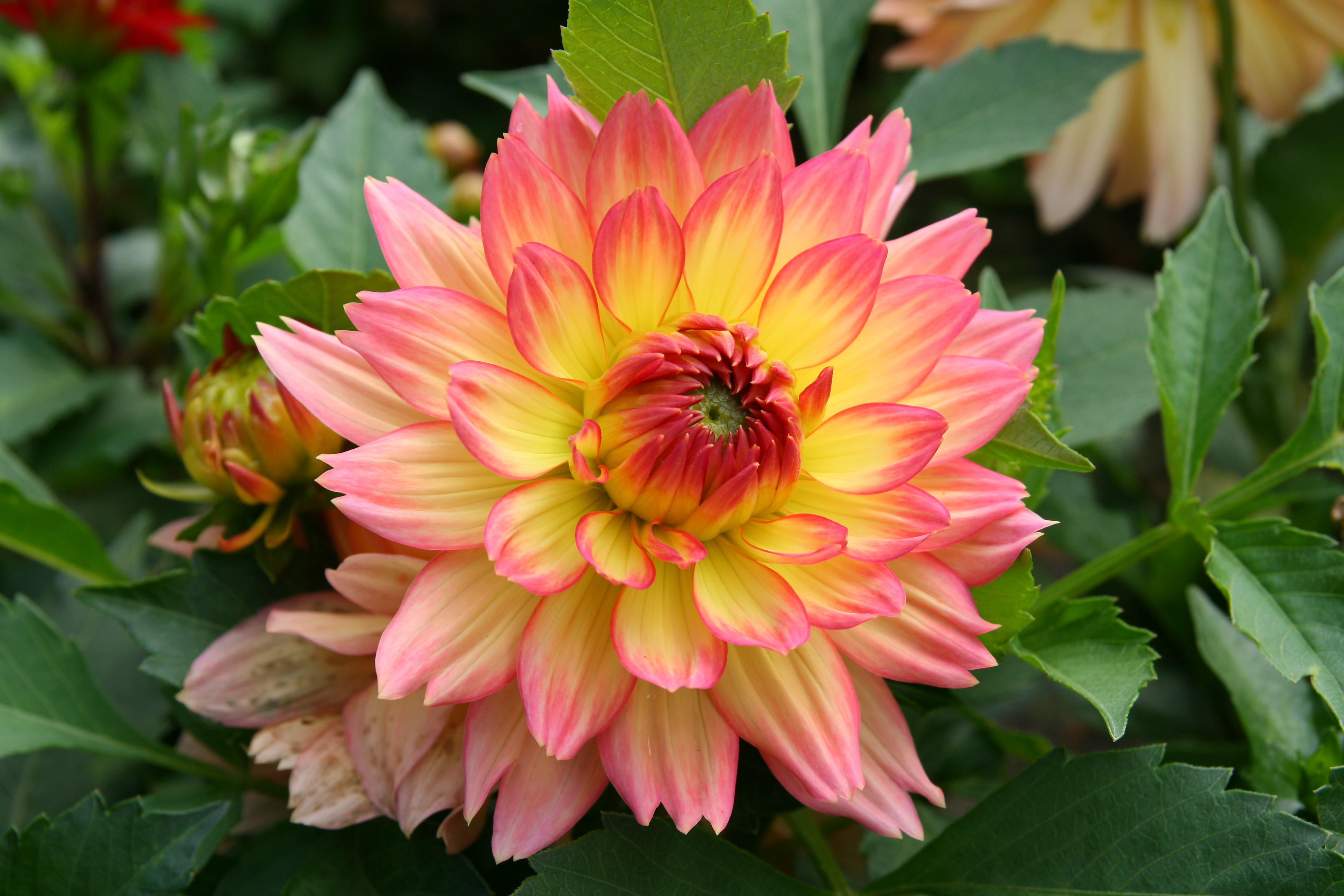
Dahlia, la fleur nationale du Mexique.

- Jamaïque - Guaiacum officinale
- Mexique - Dahlia Dahlia, la fleur nationale du Mexique.
- Trinité-et-Tobago - Chaconia

## Amérique du Sud
- Argentine - Erythrina crista-galli Emblème floral de l'Argentine.

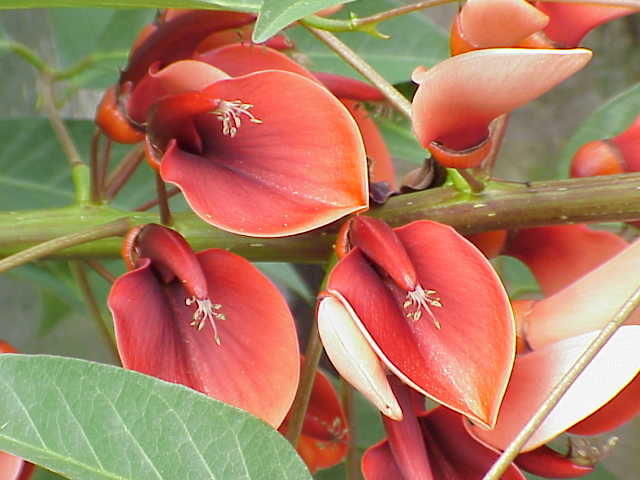
Emblème floral de l'Argentine.

- Bolivie - Cantua buxifolia et Heliconia rostrata
- Brésil – Tabebuia alba
- Chili – Copihue
- Colombie - Cattleya trianae comme le Venezuela
- Équateur - Chuquiragua
- Guyane - Victoria d'Amazonie
- Pérou - Cantua buxifolia
- Uruguay – Erythrina crista-galli, appelée localement ceibo
- Venezuela – Cattleya trianae comme la Colombie

## Asie

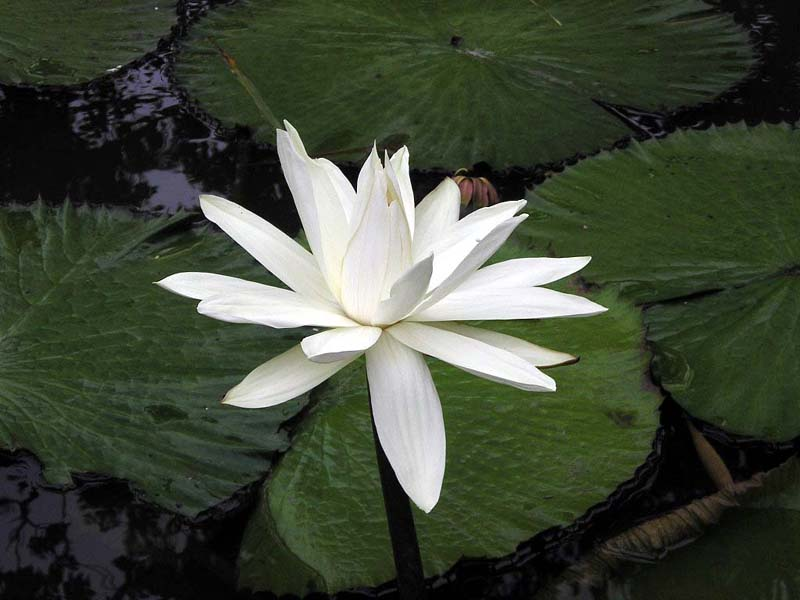
Emblème floral du Bangladesh.

- Bangladesh - Nymphaea pubescens, une espèce de nymphée
- Bhoutan - Pavot bleu de l'Himalaya, Cyprès du Bhoutan
- Cambodge - Depuis un décret de 2005 signé par sa majesté le roi Norodom Sihamoni, l'emblème national du Cambodge est la fleur romduol (ផ្ការំដួល), Sphaerocoryne affinis[4].
- Corée du Nord - Magnolia, Kimilsungia et Kimjongilia

- Corée du Sud – Hibiscus syriacus

- Chine - Pivoine de Chine.
  - Hong Kong - Bauhinia blakeana
  - Macao - Lotus sacré.

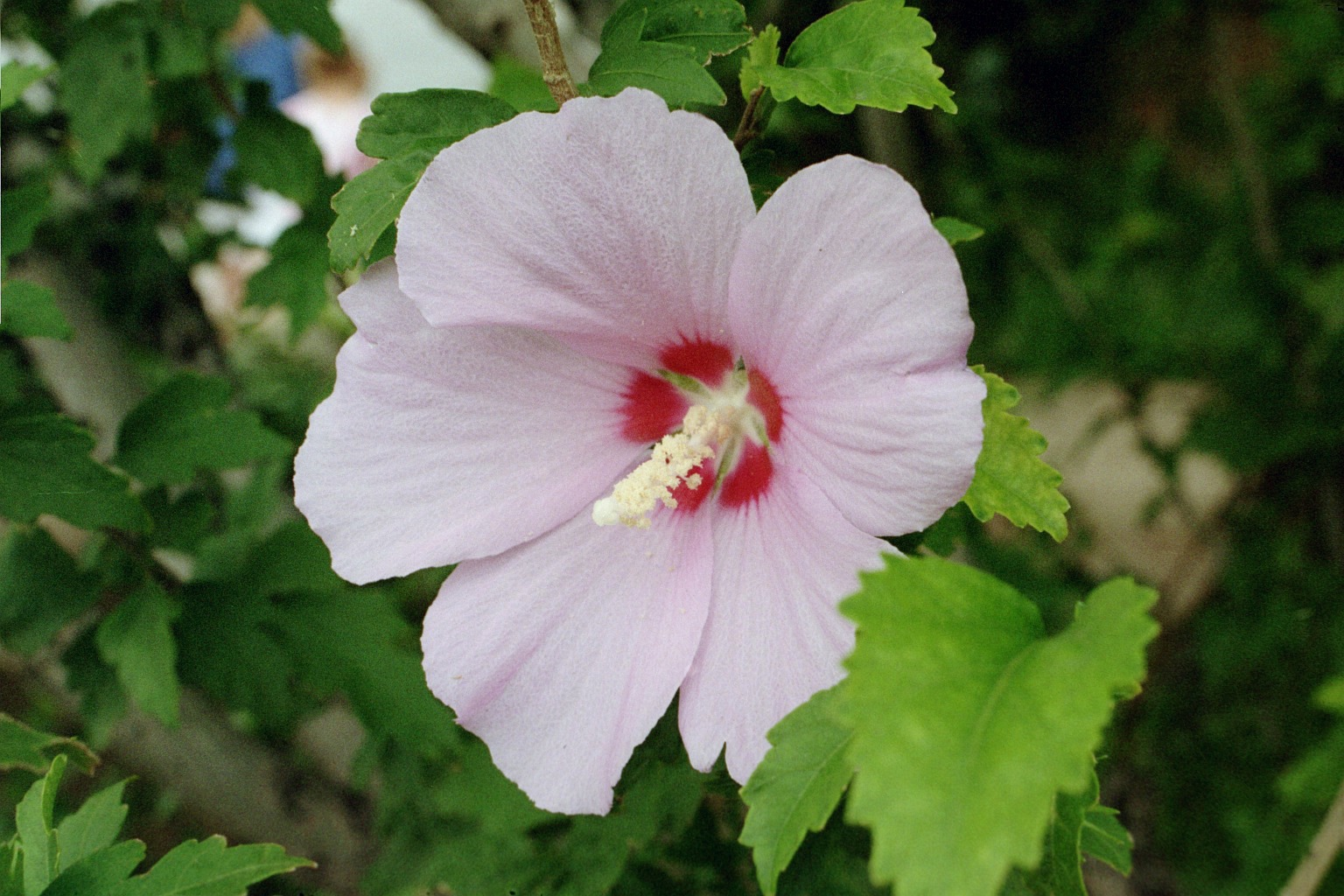
Hibiscus syriacus.

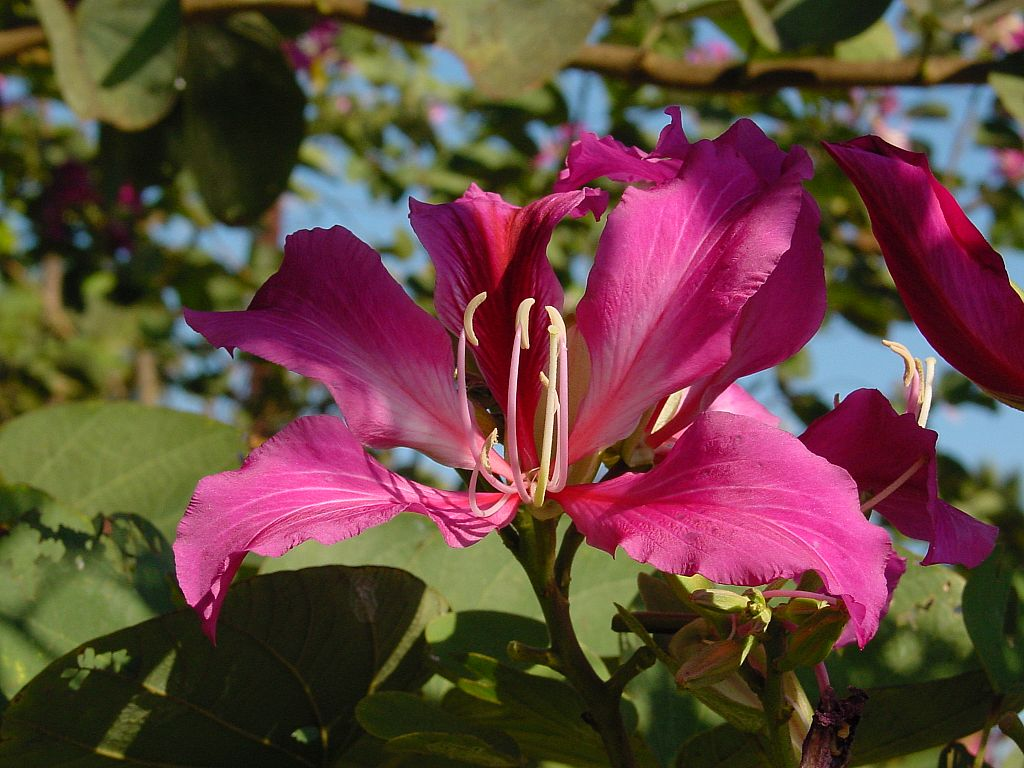
Bauhinia blakeana, l'emblème floral de Hong Kong.

- Inde - Le lotus sacré a été abandonné sur l'emblème de l'Inde[5] ; il reste la fleur nationale[6].
  - Uttarakhand- Rhododendron
- Indonésie - Fleur de Frangipanier blanches (Plumeria rubra)
- Iran – Tulipe comme les Pays-Bas, la Hongrie et la Turquie
- Irak – Rose

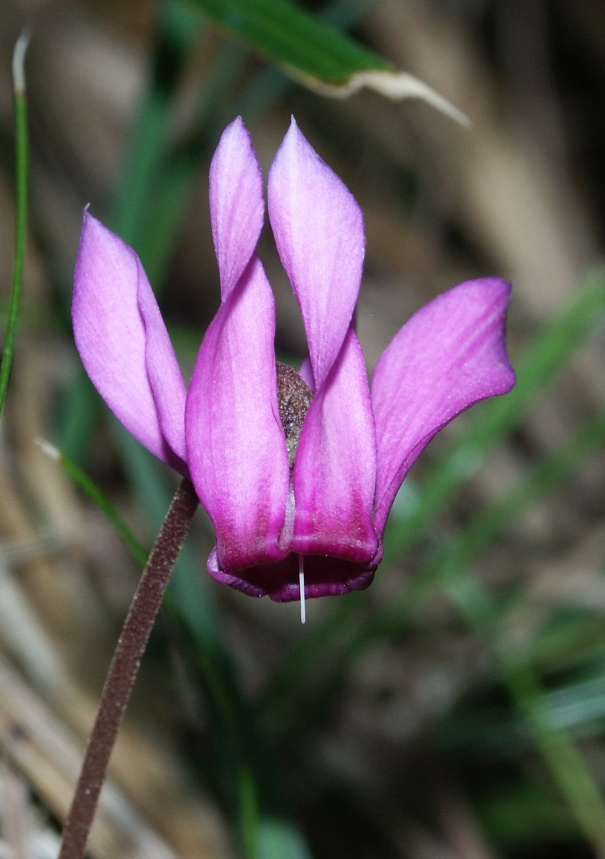
Cyclamen purpurascens.

- Israël - Cyclamen (Rakefet רקפת en Hébreu)
- Japon - Le chrysanthème (la fleur de cerisier sert d'emblème floral de l'équipe du Japon de rugby à XV). En outre, chacune des préfectures du pays possède un emblème floral.
- Jordanie – Iris chrysographes, une espèce de l'iris

- Liban - Genévrier

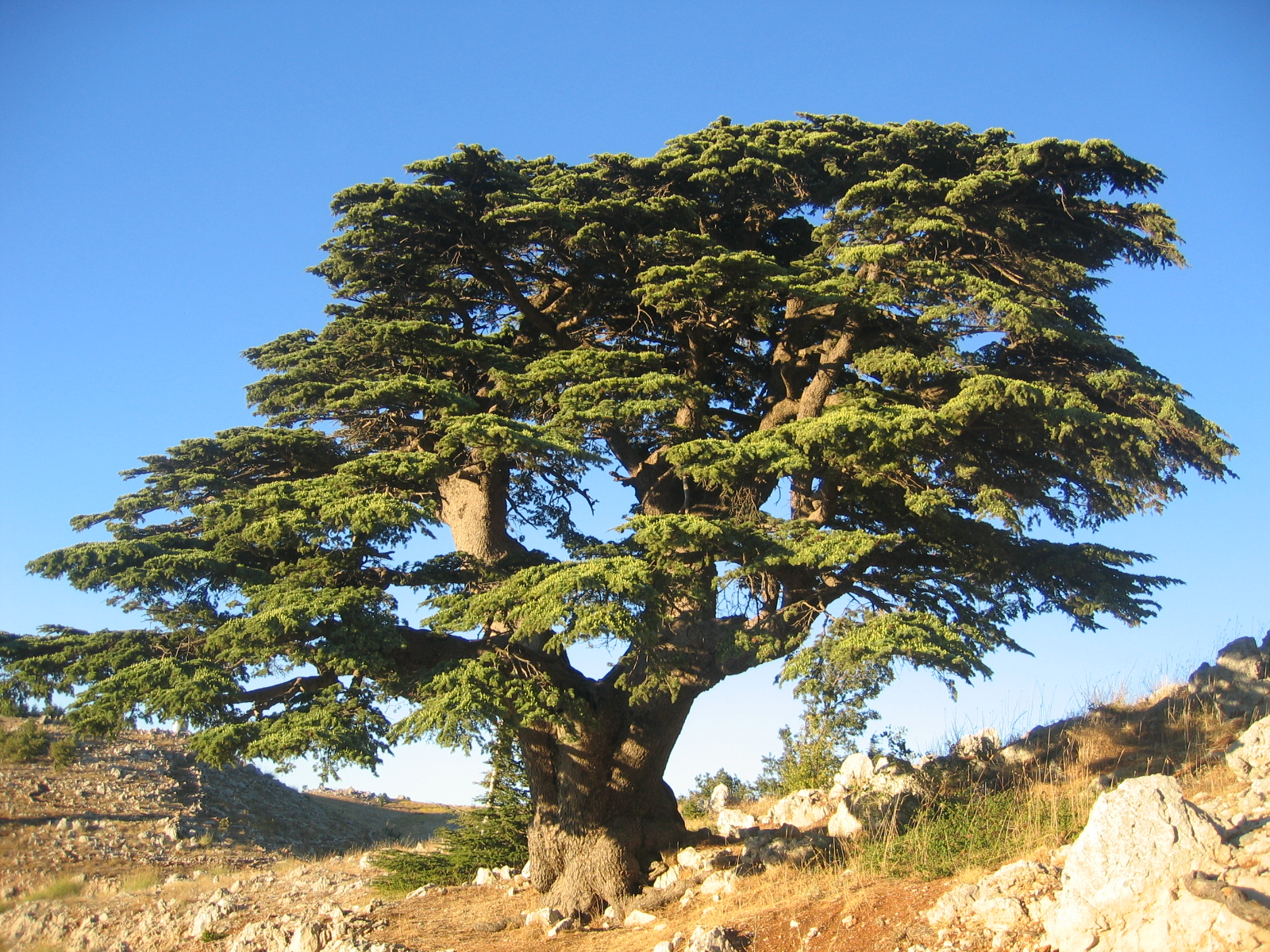
Cedrus Libani.

- Laos - Frangipanier à fleurs blanches (Plumeria rubra) (Dok champa)

- Malaisie - Hibiscus rosa-sinensis
- Népal - Rhododendron
- Pakistan - Jasmin

- Russie – Camomille

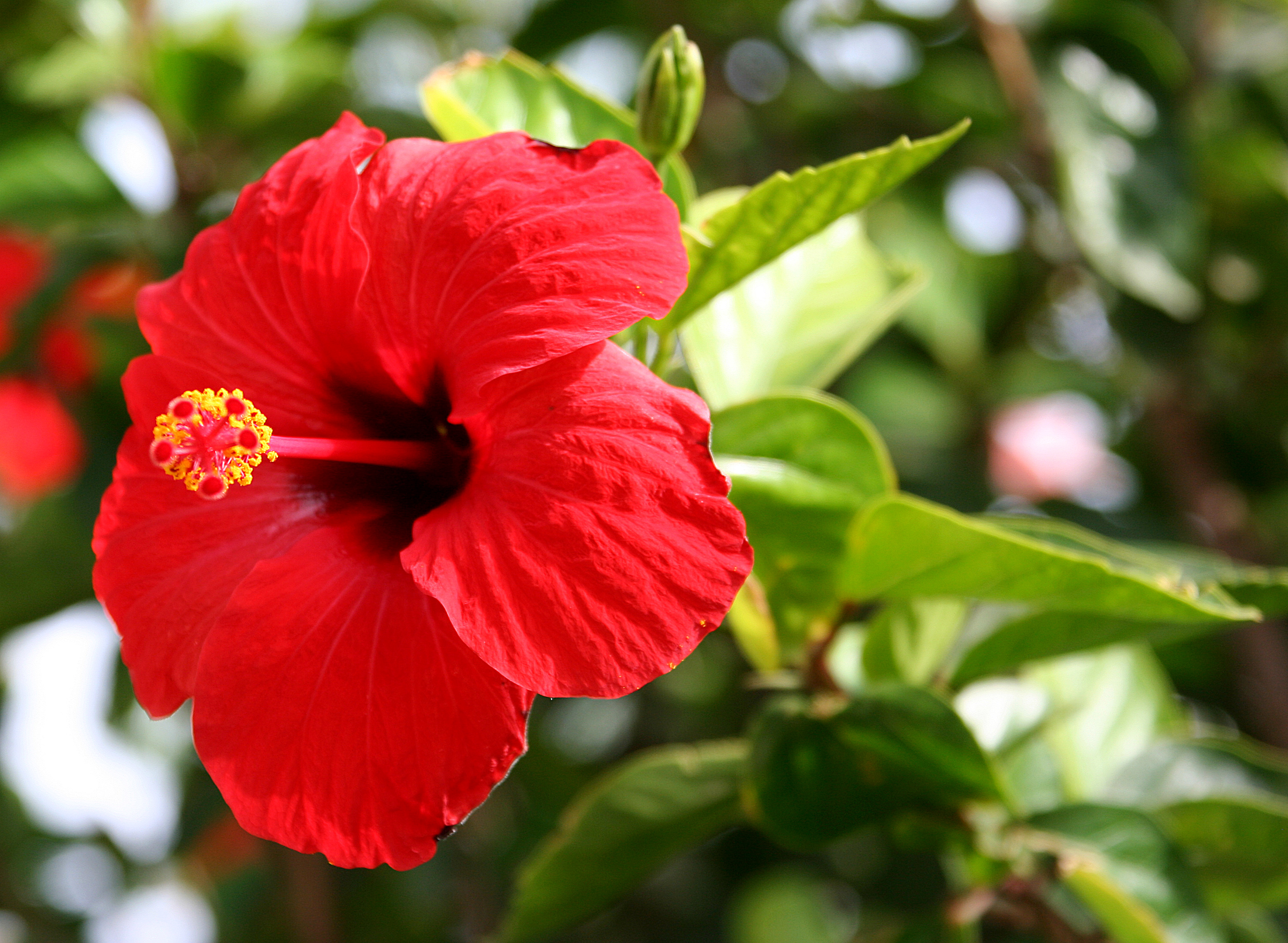
Hibiscus rosa-sinensis

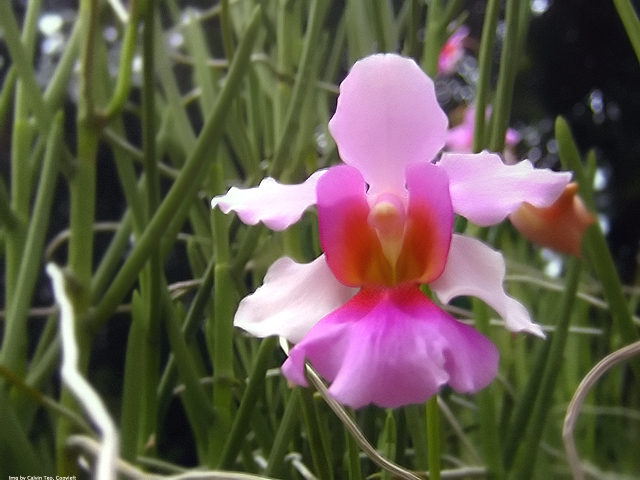
Papilionanthe Miss Joaquim.

- Singapour - Papilionanthe Miss Joaquim, une espèce d'orchidée.
- Sri Lanka - Nymphaea nouchali
- Syrie - Rosa × damascena (rose de Damas)
- Thaïlande - Cassia fistula
- Turquie – Tulipe comme les Pays-Bas, la Hongrie et l'Iran
- Vietnam - Lotus

## Europe
- Allemagne – Bleuet des champs
- Andorra – Narcisse des poètes
- Angleterre – Rose
- Autriche – Gentiane des Alpes, Edelweiss
- Belgique
  - Bruxelles-Capitale – Iris des marais
  - Flandre – Coquelicot
  - Wallonie – Gaillarde[7]
- Belarus – Centaurea (sans statut officiel)
- Bulgarie – Rose
- Chypre – Cyclamen cyprium
- Croatie – Iris croatica , Degenia velebitica
- Danemark – Trèfle des prés
- Écosse – Chardon
- Espagne – Œillet
- Estonie – Bleuet des champs
- Finlande – Muguet de mai, rose blanche
- France
  - Royaume de France – La fleur de lys (d'or sur champ d'azur) a été l'emblème héraldique de la France pendant sept siècles[8]. Plus précisément, il s'agissait de l'emblème royal[9].
  - France – Le bleuet, la marguerite et le coquelicot sont l'emblème floral de la France (le bleuet est le symbole des anciens combattants français de la Première Guerre mondiale tandis que le coquelicot symbolise les combattants du Commonwealth[10]).
    - Bretagne – Ajonc
    - Nouvelle-Calédonie – Le pin colonnaire[11] est associé au nautile et à une case kanak sur son drapeau.
- Frise - Nénuphar
- Gibraltar – Iberis
- Grèce – branche de laurier, violette
- Hongrie – Tulipe comme les Pays-Bas, la Turquie et l'Iran
- Islande – Dryade à huit pétales
- Irlande – Le « shamrock » ou trèfle (sans statut officiel)
  - Comté d'Offaly – Andromeda polifolia
- Italie – Cyclamen, Pâquerette
- Lettonie – Marguerite
- Lituanie – Rue
- Macédoine – Coquelicot
- Malte – Cheirolophus crassifolius
- Norvège – Saxifraga cotylédon et Callune vulgaire
- Pays-Bas – Tulipe (sans statut officiel) comme la Hongrie, la Turquie et l'Iran
- Pays de Galles – Poireau, Narcissus
- Pologne – coquelicot
- Portugal – Lavande, feuille d'olivier, Chêne-liège, Dianthus caryophyllus, Tournesol et Hydrangea bleu-blanc
- Roumanie - Pivoine
- Serbie – Prune, Syringa
- Slovaquie – Tilia cordata
- Slovénie – Œillet commun
- Suède – Ce pays ne possède pas d’emblème floral national, cependant, chacune des provinces traditionnelles possède son emblème.
- Suisse – Edelweiss, Rose des Alpes
- Ukraine – Tournesol, Viorne

## Océanie
- Australie - Mimosa doré (Acacia pycnantha). 
  - Territoire de la capitale australienne - Wahlenbergia gloriosa
  - Nouvelle-Galles du Sud - Telopea speciosissima, « waratah »
  - Northern Territory - Gossypium sturtianum, « Sturt's Desert Rose » en anglais
  - Queensland - Dendrobium phalaenopsis, « Cooktown Orchid » en anglais
  - Australie-Méridionale - Swainsona formosa
  - Tasmanie - Eucalyptus globulus
  - Victoria – Epacris impressa
  - Australie-Occidentale – Anigozanthos manglesii
- Nouvelle-Zélande - Cyathea dealbata, le Koru, le Kowhai et Metrosideros excelsa.